# Temperatura d'ignició
S'anomena temperatura o punt d'ignició a la temperatura mínima necessària perquè un combustible cremi autònomament, sense necessitat de mantenir una font d'ignició.
Perquè això succeeixi és necessari arribar primer la Temperatura de vaporització i a la temperatura d'inflamació.